# Szkolna Dywizja Polowa Kurland
Szkolna Dywizja Polowa Kurland (niem. Feldausbildungs-Division Kurland) – jedna z niemieckich dywizji wyszkolenia polowego. Utworzona w lutym 1945 roku z przekształcenia Polnej Dywizji Szkoleniowej Nord. Jeszcze w tym samym miesiącu przekształcona została w Dywizję Piechoty Kurlandia (Infanterie-Division Kurland). Według części źródeł przekształcenie zapoczątkowano dopiero w kwietniu 1945 r. i jednostka nie wzięła już udziału w walkach.
Dowodził nią generał Johann Pflugbeil. Składała się z 2 szkoleniowych pułków grenadierów (639 i 640).